# Store Lungegårdsvannet
Store Lungegårdsvannet is een meer in de stad Bergen (Noorwegen), aan het uiteinde van de Puddefjord. Het wordt ook wel Storlungeren genoemd.
Oorspronkelijk liep de Puddefjord helemaal door naar het meertje Lille Lungegårdsvannet, maar in 1926 werd de verbinding tussen Store Lungegårdsvannet en Lille Lungegårdsvannet gedempt. In de jaren 1930 ontwikkelde het Store Lungegårdsvann zich tot een recreatiegebied met jachthavens en stranden. Nog steeds zijn er twee jachthavens aan het meer.
De naam Store Lungegårdsvannet betekent "het grote Lungegårdswater", terwijl Lille Lungegårdsvannet "het kleine Lungegårdswater" betekent. Lungegård was een boerderij die oorspronkelijk aan oostkant van de stad lag. In de middeleeuwen werd het meer Alrekstadvågen genoemd naar Alrekstad, een hof van de Noorse koningen in de vroege middeleeuwen. De weg van Alrekstad naar Alrekstadvågen was de eerste weg van Bergen.
Het meer vormt de zuidoostelijke grens van het centrum. Ten zuidoosten van het meer ligt het stadsdeel Årstad.
De in 1851 geopende brug Nygårdsbroen, die het centrum van Bergen met Årstad verbindt, overspant Strømmen, waar de Puddefjord overgaat in Store Lungegårdsvannet. Over Nygårdsbroen loopt de weg E39 en de lightrail-verbinding van Bergen. Langs de noordelijke oever van het meer loopt de spoorlijn Bergensbanen van het station van Bergen naar de ingang van de tunnel onder de berg Ulriken. Langs de oevers van het meer loopt ook het wandel- en fietspad Fløenstien.
Aan de zuidoostelijke oever van het meer is een helikopterhaven voor ambulancehelikopters. In dit gebied wordt een moderne nieuwe wijk gepland met onder meer 500 studentenwoningen. Het plan is echter op losse schroeven komen te staan nadat de grond zwaar vervuild bleek te zijn.